# Палац Фредрів-Шептицьких
Палац Фре́дрів-Шепти́цьких — родинний маєток Фредрів. Розташований у селі Вишня (колишня назва — Бенькова Вишня) Городоцького району Львівської області, біля міста Рудок, за 1,5 км від автошляху Н 13 (Львів — Самбір). 
У цьому маєтку певний час проживав відомий польський комедіограф Александер Фредро (дід митрополита Андрея Шептицького). Спочатку маєток належав батькам комедіографа — Яцеку і Маріанні з Дембінських Фредрам, потім Александру. 

## Історія
1835 року Александер Фредро звів великий, у стилі неоренесансу[джерело?], мурований палац. Споруду 1896 року перебудував його внук Андрій Максиміліан. Дата побудови палацу вибита на картушах, вмурованих у ліве крило споруди. На одному напис: «Aleksandtr hr. Fredro», на другому — «Budowal 1835».

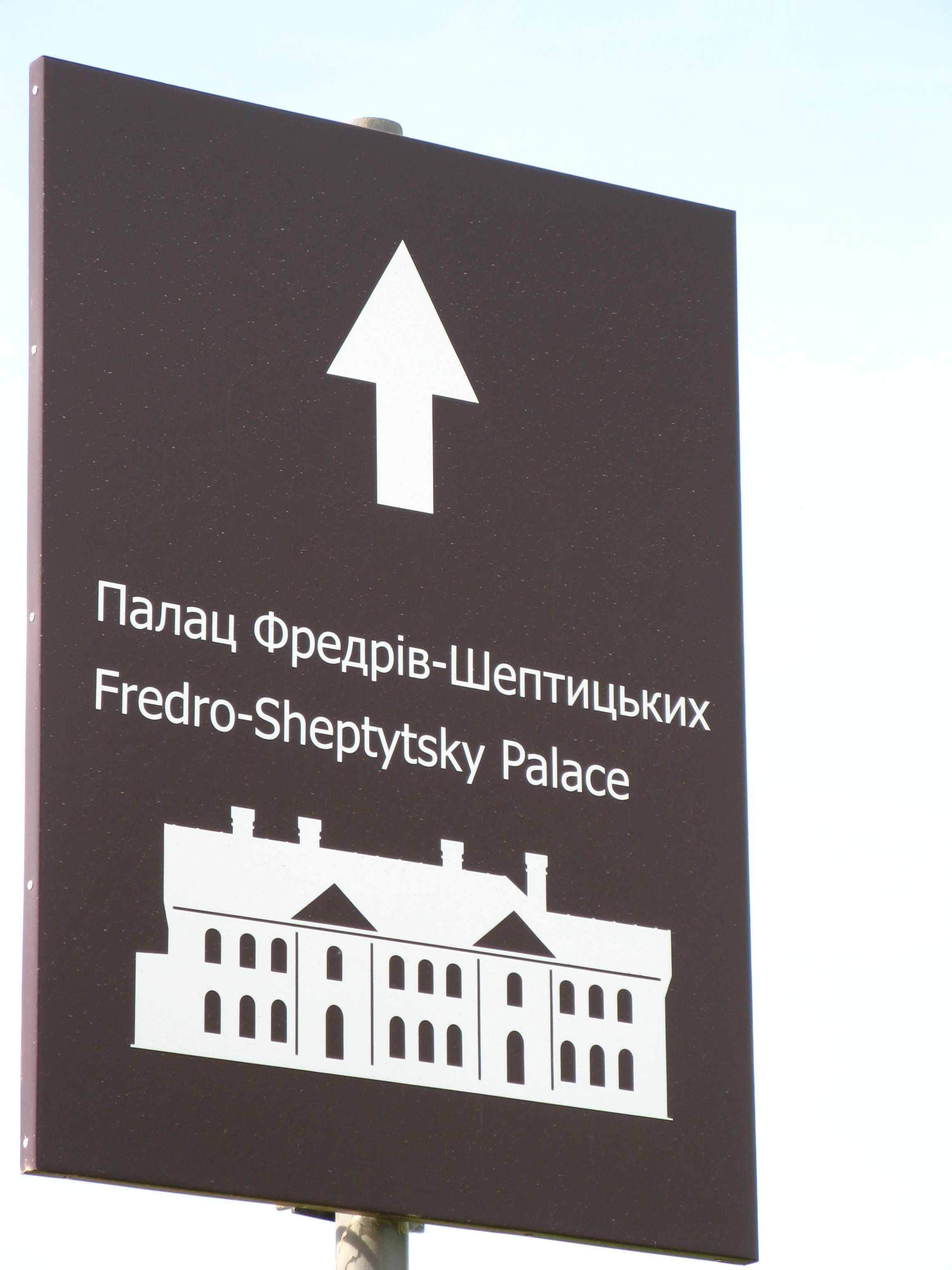
Вказівник при дорозі, неподалік від палацу

Двоповерховий палац асиметричний у плані. Західний фасад головного корпусу було акцентовано двома ризалітами в широких рамах і з стилізованими коринфськими капітелями. Всі вікна і двері палацу — напівкруглої форми.
Багато що з внутрішнього декорування палацу збереглося до нашого часу. Найгарніші покої (столова зала та великий салон) розташовані на першому поверсі, на другому — бібліотека.
У парку навколо палацу є каштанова алея й алея столітніх лип (див. також Парк XVIII ст.). Нижче тераси головного корпусу розташоване озеро, а з західного боку парку протікає річка Вишня. До палацового комплексу входять ще дві будівлі — одноповерховий господарський корпус і двоповерховий корпус для прислуги або гостей (з наріжною баштою).
Нині у приміщеннях палацу міститься частина Вишнянського коледжу Львівського національного аграрного університету.
Позаяк мати митрополита Андрія Шептицького походила з роду Фредрів, то спадкоємці по лінії Шептицьких отримали від українського уряду право на володінням палацом Фредрів у Рудках.
2009 року в рамках заходів Львівської обласної ради для промоції регіону стартував проєкт ревіталізації палацового комплексу Фредрів.
19 червня 2010 року, в річницю з дня народження Александера Фредра, у палаці відбулась презентація меморіальної кімнати А. Фредра та його внука, митрополита Андрея Шептицького. 23 червня 2013 року на стіні палацу урочисто відкрили меморіальну таблицю на честь Александра та Софії Фредрів.

## Світлини

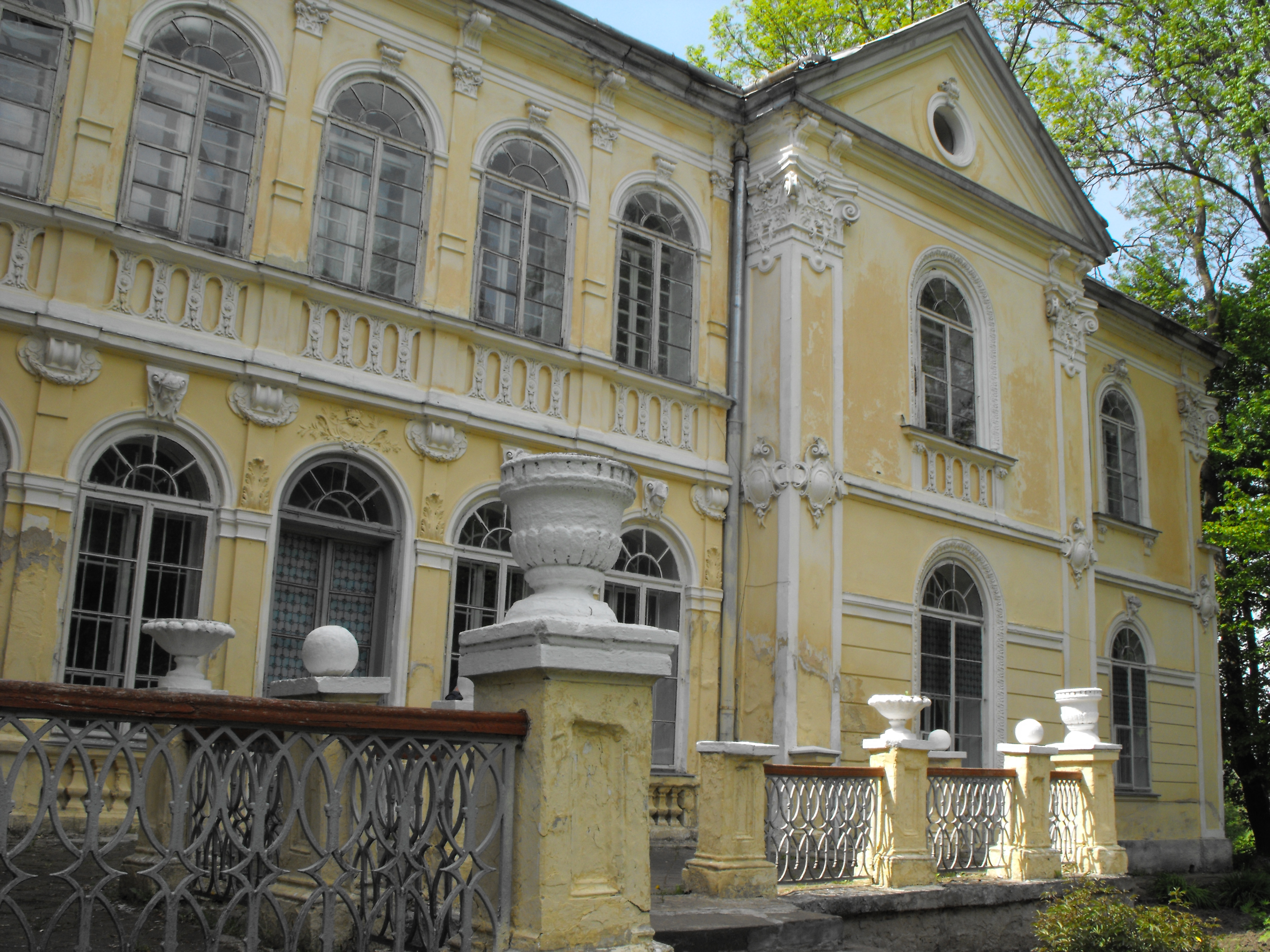
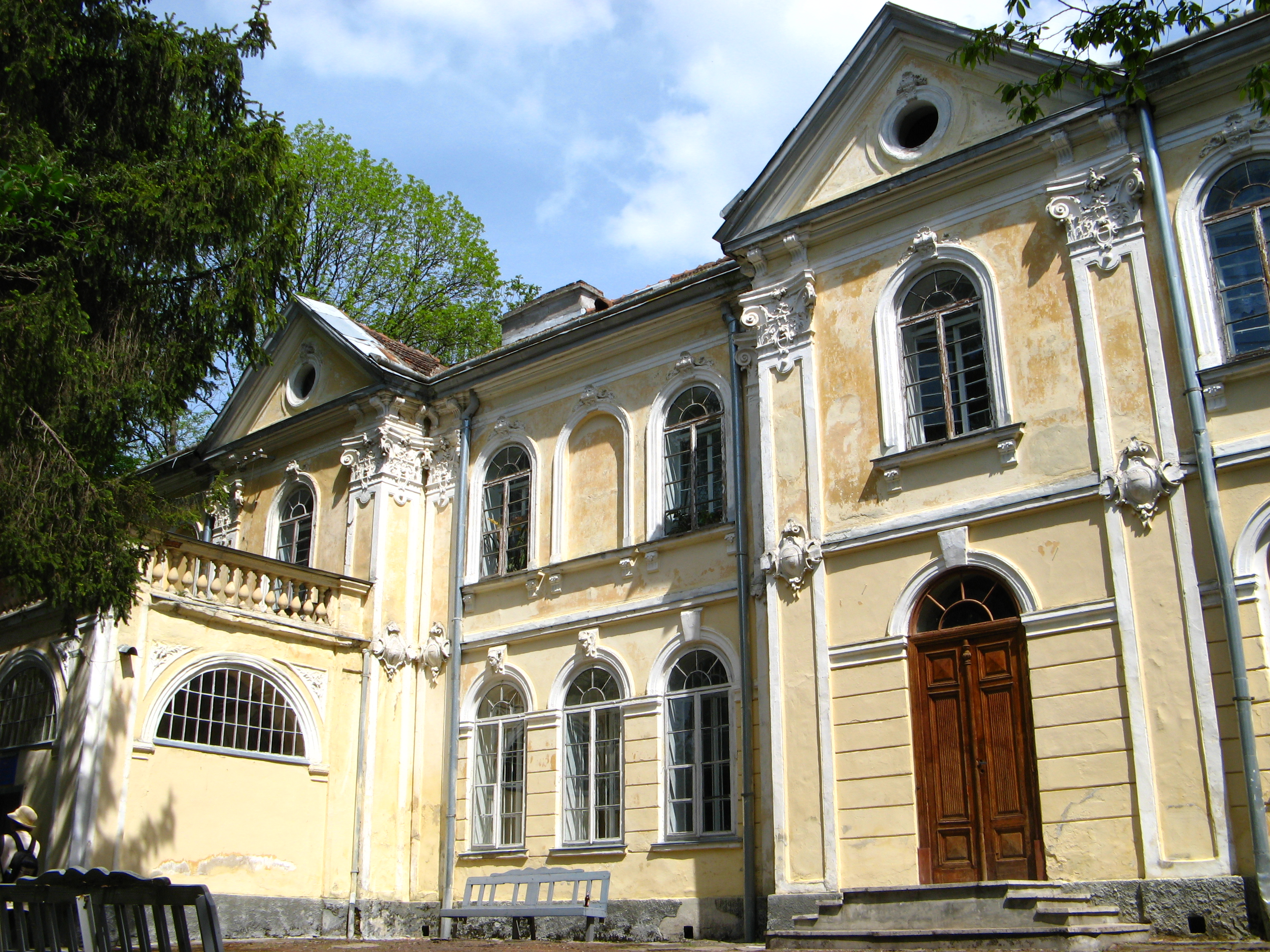
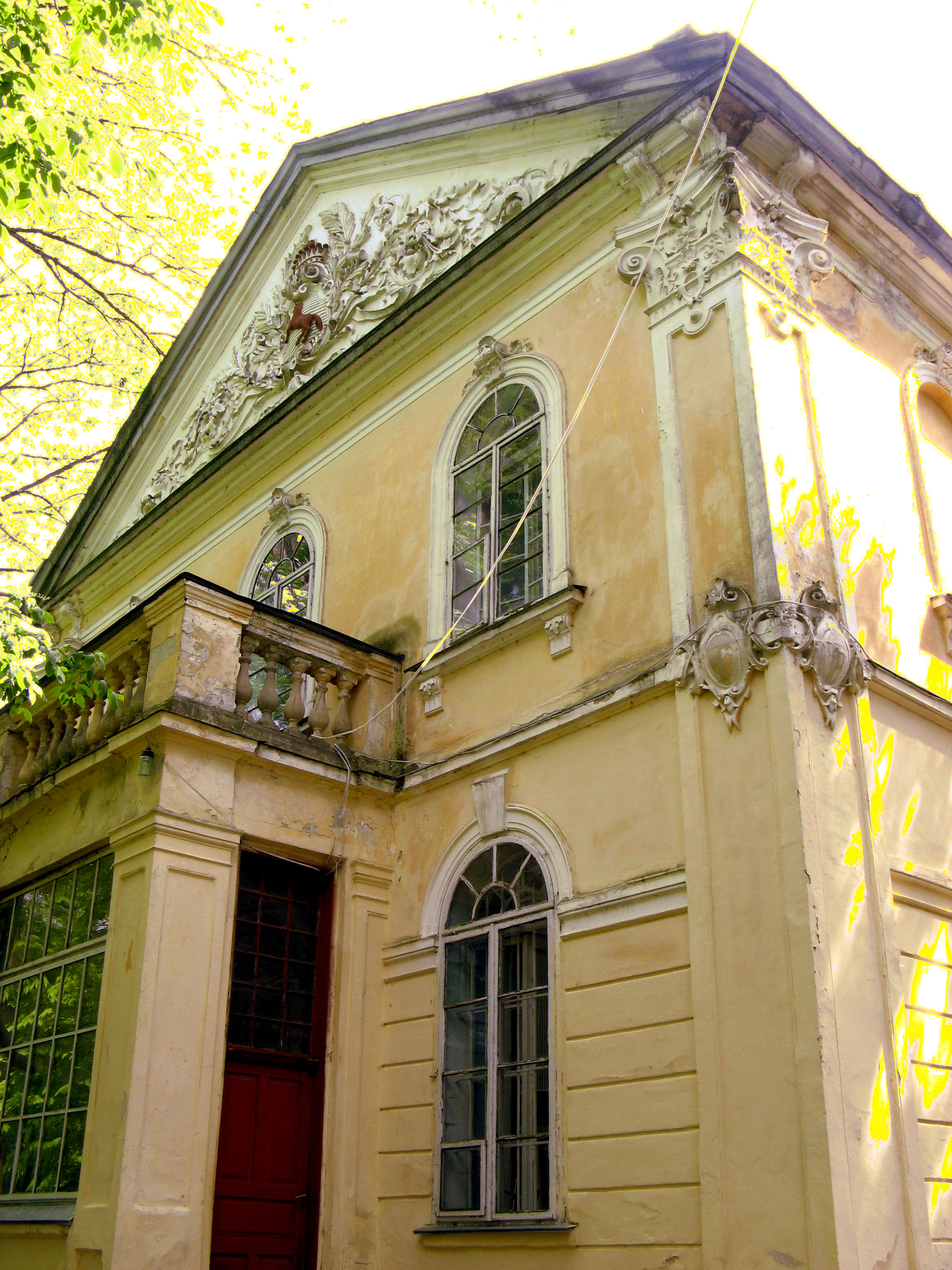
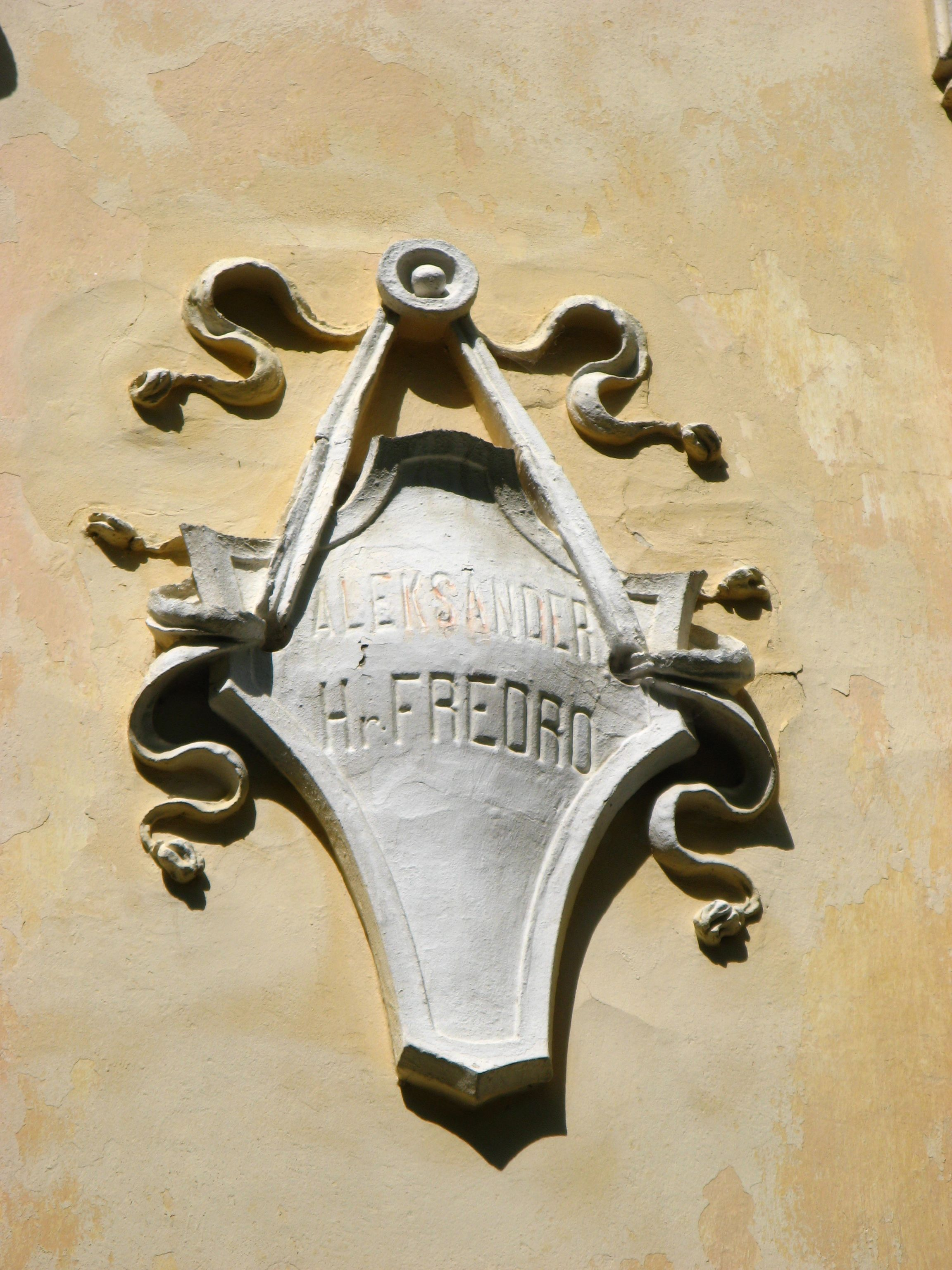
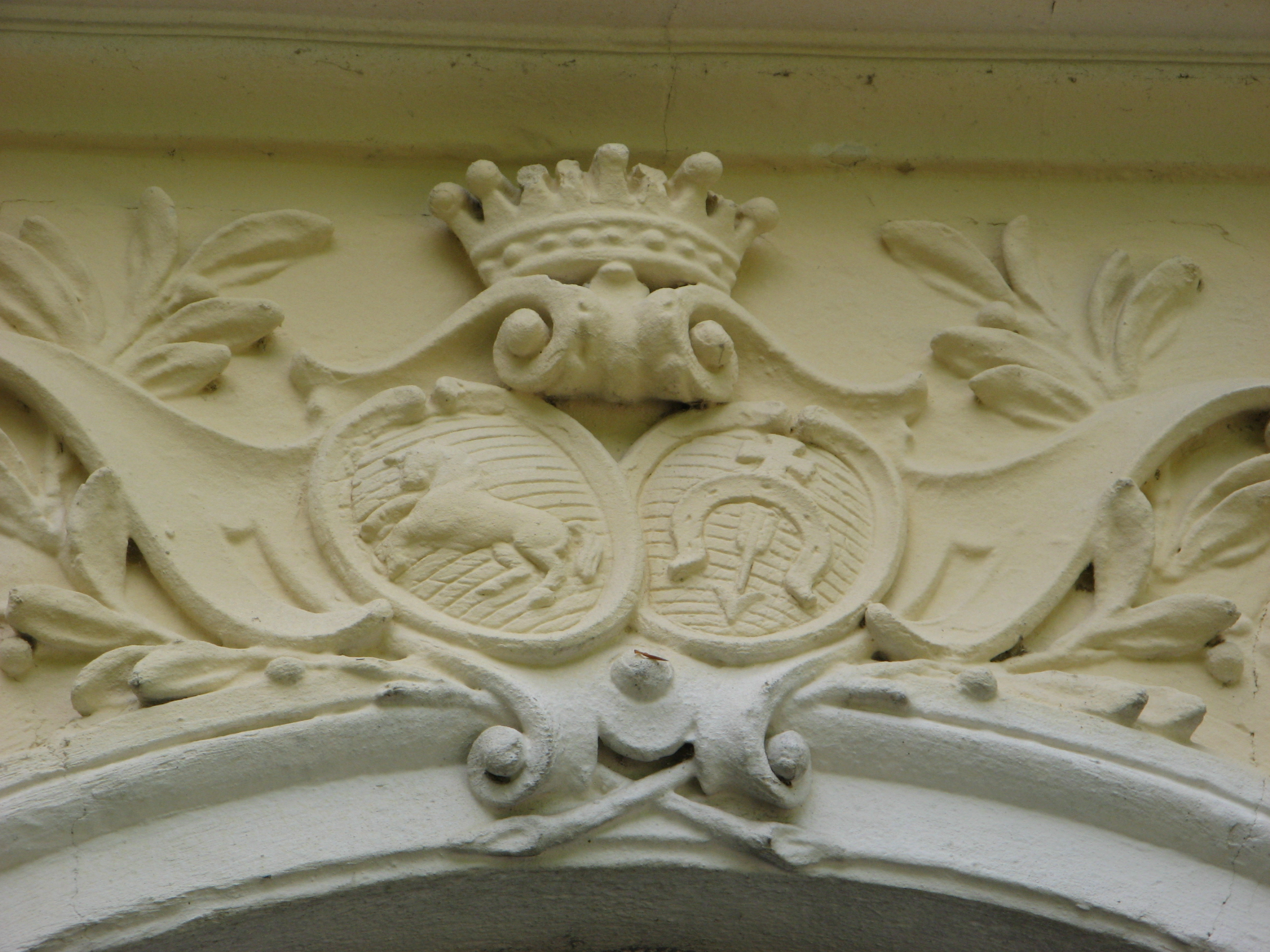
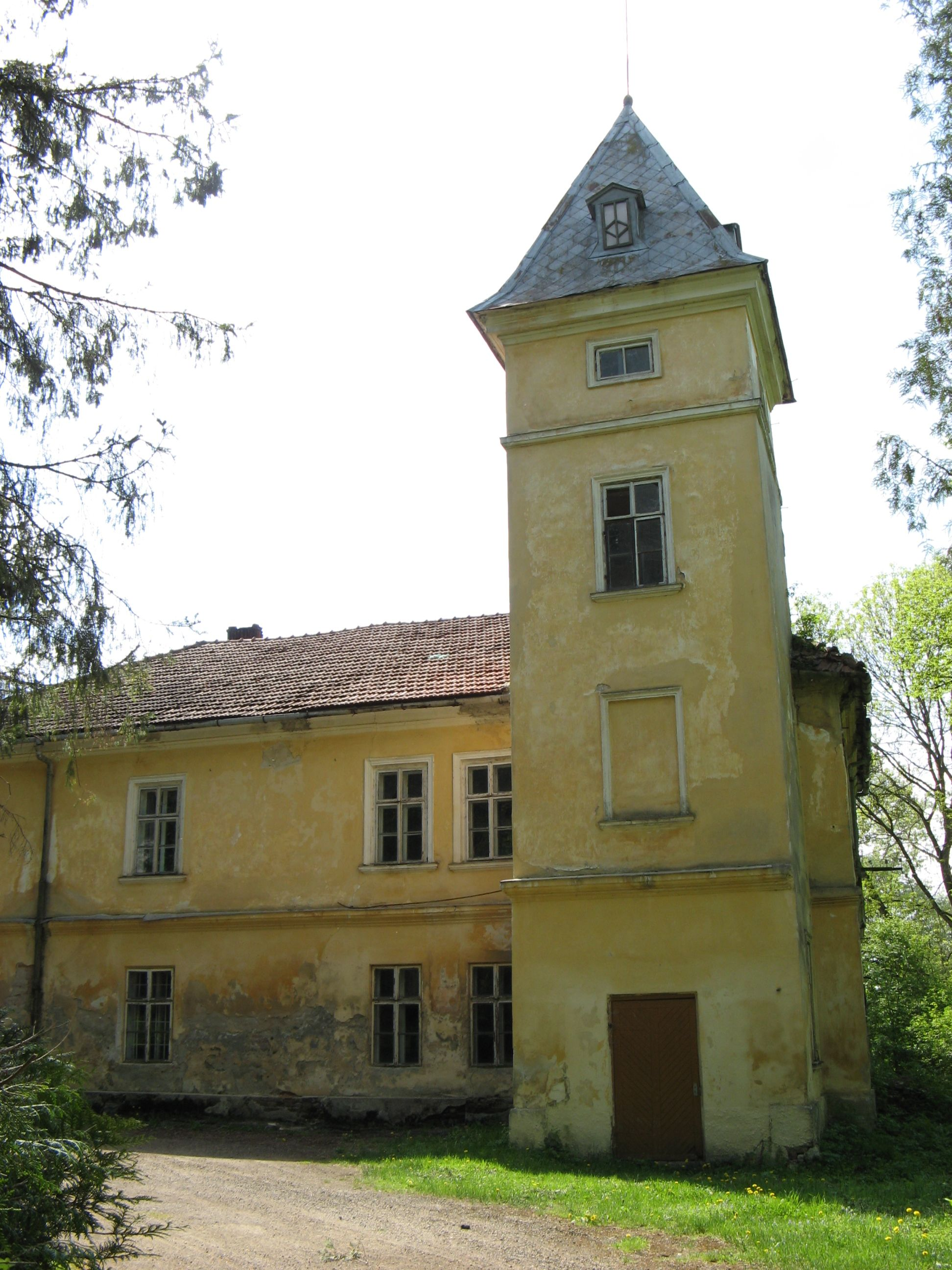
Господарська споруда
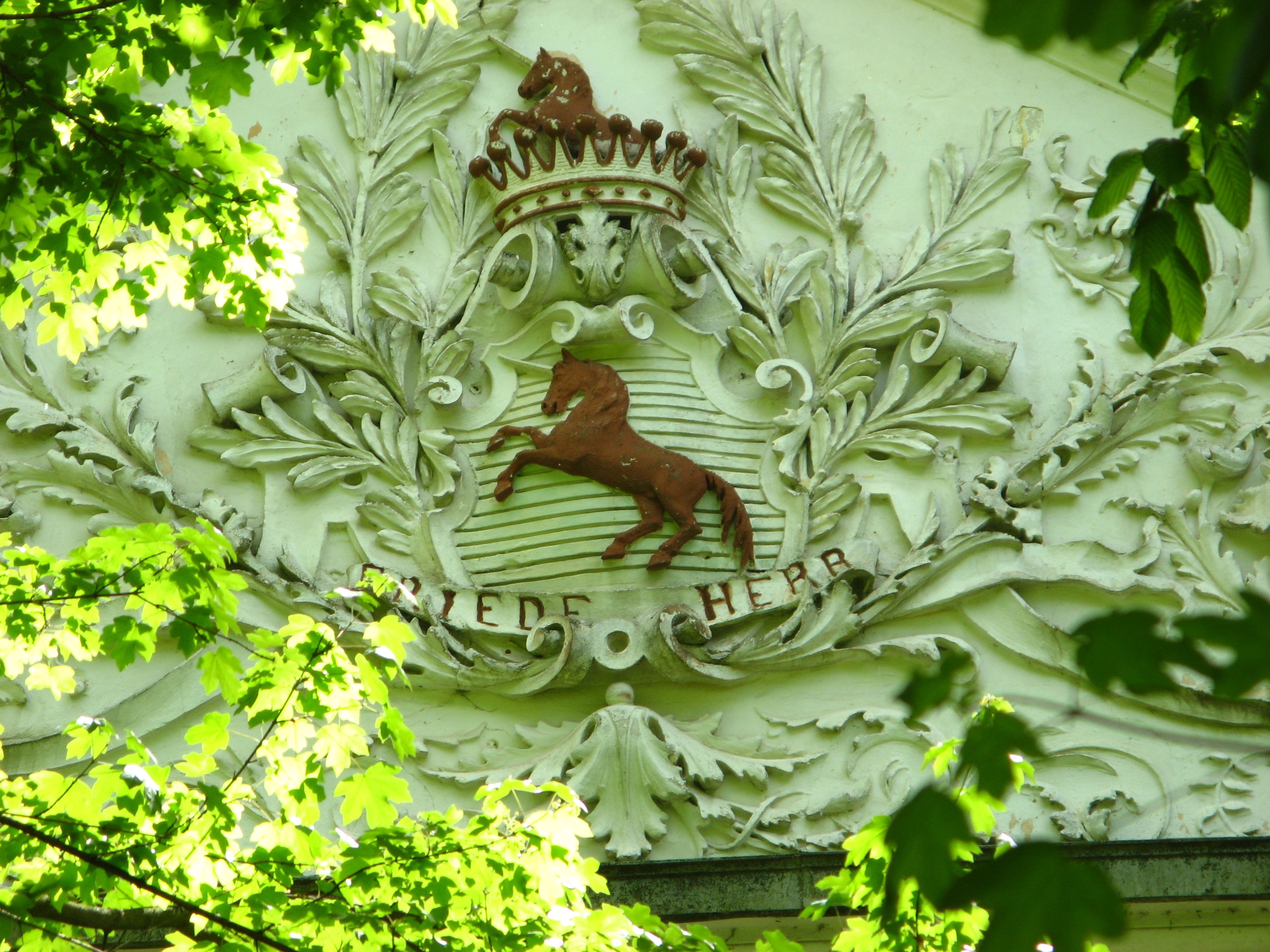
Графська корона і родинний девіз «FRIEDE HERR»